# Josep I del Sacre Imperi Romanogermànic
Josep I (Viena, 26 de juliol de 1678 - 17 d'abril de 1711) fou emperador del Sacre Imperi Romanogermànic, arxiduc d'Àustria, rei d'Hongria i de Bohèmia.
Fill de Leopold I del Sacre Imperi Romanogermànic i de la comtessa Elionor del Palatinat-Neuburg. Net per via paterna de l'emperador Ferran III, emperador romanogermànic i de la infanta Maria Anna d'Espanya i per via materna de l'elector Felip Guillem I, elector palatí i de la landgravina Elisabet Amàlia de Hessen-Darmstadt.
L'any 1699 contragué matrimoni a la ciutat imperial amb la princesa Amàlia Guillema de Brunsvic-Lüneburg, filla del duc Joan Frederic de Brunsvic-Lüneburg. La parella va tenir tres fills:
- SAIR l'arxiduquessa Maria Josepa d'Àustria, nada a Viena el 1699 i morta a Dresden el 1757. Es casà amb el rei August III de Saxònia.
- SAIR l'arxiduc Josep Leopold d'Àustria, nat a Viena el 1700 i mort el 1701.
- SAIR l'arxiduquessa Maria Amàlia d'Àustria, nada a Viena el 1701 i morta a Múnic el 1756. Es casà amb l'elector i emperador Carles VII del Sacre Imperi Romanogermànic.

Educat en l'estricta etiqueta de la cort austríaca pel príncep Dietrich Oto von Salm esdevingué un excel·lent lingüista i alhora un veritable poliglota. L'any 1687 rebé la Corona d'Hongria i el títol de rei de Romans que l'identificaven inequívocament com a hereu d'Àustria i del Sacre Imperi Romanogermànic.
L'any 1705 succeí a la corona austríaca al seu pare, Leopold I del Sacre Imperi Romanogermànic, i es concentrà en la lluita contra les tropes franceses durant la Guerra de Successió Espanyola. Recolzà explícitament la causa del seu germà el príncep Carles d'Àustria per aconseguir la corona hispànica, d'acord amb el Pacte mutu de successió que va promoure Leopold entre els arxiducs Josep i Carles.
Durant el govern de l'emperador Josep, el príncep Eugeni de Savoia-Soissons desenvolupà diverses campanyes al nord d'Itàlia en contra de les tropes del rei francès, Lluís XIV de França, i recolzà monetàriament i amb homes les tropes del britànic duc de Malborough a Flandes i Alemanya.
Malgrat tot, durant aquest període l'emperador hagué de fer front a una forta revolta a Hongria en contra el poder habsburguès. Després de pacificar el territori hongarès, el monarca no exercí una forta repressió política amb la qual cosa guanyà certa popularitat al país.
Josep fou un dels primers monarques a demostrar certa aversió en contra dels jesuïtes. Aquesta aversió la mostrarien altres monarques europeus posteriorment. Fou un enamorat de les arts, la música i la caça.
Josep inicià certes gestions per proclamar una Pragmàtica Sanció en favor de l'abolició de la Llei Sàlica. Aquesta política continuà en el govern del seu germà.